# Mesorhaga jucunda
Mesorhaga jucunda är en tvåvingeart som beskrevs av Becker 1922. Mesorhaga jucunda ingår i släktet Mesorhaga och familjen styltflugor. Inga underarter finns listade i Catalogue of Life.